# Fátima (Tocantins)
Fátima é um município brasileiro localizado no estado do Tocantins.

## História
A cidade de Fátima foi criada no dia 14 de maio de 1982 e instalada como município em 1 de janeiro de 1983, e está localizada a 126 km da capital do estado, Palmas.
Sua criação remonta ao ano de 1947, com a chegada na região de Manoel Martins dos Santos e de José Regino de Brito, reconhecidos como pioneiros. Suas propriedades rurais foram atingidas com o novo traçado da BR-153 (Rodovia Belém Brasília), e a constante passagem de tropas, cargas e carros advindos de várias localidades fizeram concentrar um número significativo de estabelecimentos comerciais e consequentemente, de moradores.
As primeiras moradias eram simples: casas cobertas com palha e paredes de pau-a-pique ou adobe. Mas com o volume crescente, Fátima desenvolveu-se e ganhou notoriedade. A necessidade de uma escola logo se fez sentir e foram os moradores os construtores da primeira instituição de ensino do povoado, ficando a cargo da prefeitura de Porto Nacional a manutenção da mesma. Com isso, mais pessoas se aglomeravam em torno da Escola a fim de subsidiar os estudos, e, de povoado nas margens da Rodovia Belém-Brasília, Fátima tornou-se distrito do município de Porto Nacional em 24 de abril de 1964. O município veio a ser criado no dia 14 de maio de 1982 e instalado no dia 1° de janeiro de 1983, com a posse de João Inácio Ferreira, que foi o primeiro prefeito do município.
A origem do nome é uma homenagem a padroeira do município, Nossa Senhora de Fátima. Quem nasce no município de Fátima, é considerado como fatimense.

## Infraestrutura urbana

### Transportes
O município de Fátima é servido pela rodovia federal BR-153 (a qual é o principal meio de acesso ao município), e pela rodovia estadual TO-255. A Ferrovia Norte-Sul também passa por dentro do território do município, ao leste da BR-153. Os aeroportos com operações de voos comerciais que ficam localizados mais próximos de Fátima, são respectivamente: o Aeroporto de Gurupi, que fica situado a 117 km de distância da cidade, e o Aeroporto de Palmas, que fica situado a 125 km de distância da cidade.

## Distâncias rodoviárias
Distâncias rodoviárias a partir de Fátima:
- Cristalândia: 53 km
- Paraíso do Tocantins: 66 km
- Porto Nacional (Praça do Centenário): 69 km
- Gurupi: 111 km
- Taquaralto: 116 km
- Palmas (Palácio Araguaia): 132 km
- Brasília (DF): 704 km
- São Paulo (SP): 1.623 km